# Karl B. Kühne
Karl B. Kühne (* 7. Juli 1920 in Brandenburg; † 30. April 2018 in Cuxhaven) war ein deutscher Kapitän, Lotse sowie Autor der Schifffahrts- und Cuxhavener Lokalgeschichte.

## Leben
Im Alter von 15 Jahren ging Karl. B Kühne zur See und begann seine seemännische Ausbildung zum Matrosen. Er fuhr ab 1935 zunächst als Schiffsjunge auf einem motorisierten Dreimastschoner in der Nord- und Ostseefahrt, anschließend bis zum Beginn des Zweiten Weltkrieges auf Dampfern in der Überseefahrt nach Nord- und Südamerika, Ostindien und zum Persischen Golf. 1940 erwarb er das Steuermannspatent und wurde als Offizier auf Trossschiffen nach Norwegen und Frankreich eingesetzt. Nach der Kriegsgefangenschaft legte er das Examen zum Kapitän auf Großer Fahrt ab und arbeitete von 1952 bis zu seiner Pensionierung 1983 als Seelotse auf Elbe und Nordsee.
Als Lotse war er 1958 am Zusammenschluss der Lotsenbrüderschaften Hamburg und Cuxhaven beteiligt und zehn Jahre im Seeamt Hamburg und Bundesoberseeamt Beisitzer.

## Wirken
Über seine berufliche Tätigkeit hinaus forschte und verfasste Karl B. Kühne Artikel und Bücher über die Geschichte des Lotsenwesens und die Entwicklung des Hafens von Cuxhaven: Anfang der 1970er Jahre begann er, Zeugnisse zur Geschichte des Lotsenwesens zu sammeln und verfasste mehrere marinehistorische Bücher zu diesem Thema, ebenso wie maßgebliche lokalgeschichtliche Publikationen zur Entwicklung des Cuxhavener Hafens vom frühen 17. Jahrhundert über den Fischerei- und Marinehafen zum heutigen „Universalhafen“.
Darüber hinaus war er ehrenamtlich in zahlreichen Vereinen und Initiativen tätig. Hervorzuheben sind der von ihm mitbegründete Nautische Verein, dessen Vorsitzender er von 1975 bis 1983 war, und der „Verein für das Schloss Ritzebüttel e.V.“ Zudem sorgte er dafür, dass der hölzerne Gaffelschoner Hermine einen Platz als Denkmal am Cuxhavener Schleusenpriel erhielt. Auch die Gründung des Fischereimuseums Windstärke 10 – Wrack- und Fischereimuseum Cuxhaven hat er angeregt und unterstützt.

## Publikationen
- Seelotsen. 400 Jahre im Dienste der Seeschiffahrt. Chronik-der-Seefahrt-Verlag Egon Heinemann, Norderstedt 1975, ISBN 3-87321-929-8.
- Cuxhaven. Hafen am Meer. Verlag Egon Heinemann, Norderstedt 1981, ISBN 3-87321-975-1.
- Die Geschichte der Schiffsverbindungen Cuxhavens mit Schleswig-Holstein. In: Jahrbuch der Männer vom Morgenstern. Band 61, Bremerhaven 1982, S. 413–424.
- Cuxhaven. Der lange Weg zum Universalhafen 1610–1992. Verlagsgesellschaft Cuxhaven, Cuxhaven 1993, ISBN 3-920709-33-0.
- Kapitän auf tausend Schiffen. Seefahrtslebensläufe einer Elbe-Seelotsengeneration 1860–1952. Verlag H. M. Hauschild, Bremen 2001, ISBN 3-89757-068-8.
- mit Günther Spelde (Hrsg.): Das deutsche Seelotsenwesen. Von den Ursprüngen bis in die heutige Zeit. Verlag H. M. Hauschild, Bremen 2006, ISBN 3-89757-256-7.